# Sual
Sual là một đô thị hạng 1 ở tỉnh Pangasinan, Philippines. Theo điều tra dân số năm 2007, đô thị này có dân số 29.925 người trong 5.444 hộ.
Nhà máy nhiệt điện chạy bằng than đá lớn nhất Philippines, Nhà máy điện Sual có công suất 1200 MW nằm ở đô thị này.

## Barangay
Sual được chia thành 19 barangay.
| - Baquioen - Baybay Norte - Baybay Sur - Bolaoen - Cabalitian - Calumbuyan - Camagsingalan - Caoayan - Capantolan - Macaycayawan | - Paitan East - Paitan West - Pangascasan - Poblacion - Santo Domingo - Seselangen - Sioasio East - Sioasio West - Victoria |